# Будинок, який побудував Свіфт
«Будинок, який побудував Свіфт» (рос. «Дом, который построил Свифт») — російський радянський художній фільм 1982 року режисера Марка Захарова.

## Сюжет
В будинку містифікацій і розіграшів мешкають ліліпути, Ванесса, Естер і багато інших, хто вірить в добро і знає, що треба за нього боротися, бо життя — не театр.

## У ролях
- Олег Янковський
- Олександр Абдулов
- Володимир Бєлоусов
- Євген Леонов
- Марина Ігнатова
- Олександра Захарова
- Олександр Сирин
- Олександр Збруєв
- Микола Караченцов
- Тетяна Рудіна
- Віктор Проскурін
- Юрій Астаф'єв
- Віллор Кузнецов
- Всеволод Ларіонов
- Семен Фарада
- Юрій Количев

## Творча група
- Автори сценарію: — Григорій Горін
- Режисери-постановники: — Марк Захаров
- Оператори-постановники: — Лев Бунін
- Композитори: — Геннадій Гладков